# Invisible Girl (Cristina Donà)
Invisible Firl è il primo singolo estratto dall'album in inglese Cristina Donà, pubblicato nel 2004.

## Tracce

### Audio
1. Invisible Girl - 4:13
2. Wuthering Heights (cover) - 3:49
3. Dancing Barefoot (cover) - 4:38

### Video
1. Invisibile (regia Lorenzo Vignolo) - 4:07
2. Invisible Girl (regia Lorenzo Vignolo) - 4:15